# Сетецентрическая война
Сетецентрическая война (или «Сетецентрические боевые действия», «Сетецентрические операции»; англ. Network-centric warfare) — военная доктрина (или концепция ведения войны), впервые примененная на практике Министерством обороны США.
Сетецентрическая война ориентирована на повышение боевых возможностей перспективных формирований в современных войнах и вооруженных конфликтах за счёт достижения инфокоммуникационного превосходства, объединения участников военных (боевых) действий в единую сеть.
В отличие от сетевых войн, это сугубо военная концепция, прошедшая длительный путь от интеллектуальных разработок и мозговых штурмов через эксперименты и симуляции к практическим действиям, повлиявшим на изменение военной стратегии США и, соответственно, инфраструктуру Пентагона. Она во многом стала возможной благодаря инфокоммуникационной эпохе (созданию глобального инфокоммуникационного окружения) и инфокоммуникационным технологиям..
Первой к разработке и практическому осуществлению этой концепции приступила армия ВС США. В завершенном виде варианты сетецентрической войны представлены в американских военных доктринах «Joint Vision 2010», «Joint Vision 2020».

## Основоположники сетецентричной войны
Родоначальниками сетецентричной войны принято считать вице-адмирала ВМС ВС США Артура Себровски, научного сотрудника Пентагона Джона Гарстка и адмирала Джея Джонсона. Программной работой по сетецентричной войне называют совместную статью А. Себровски и Дж. Гарстка «Сетецентричная война, её происхождение и будущее».. Джей Джонсон говорил, что «информационное превосходство в сочетании с сетевой, распыленной атакующей боевой мощью создаст хорошо продуманные и точные действия на раннем этапе, что приведет к чрезвычайно высоким темпам изменения. Это то, что мы называем скоростью передачи команд. Это то, что мы называем сетецентричной войной»..

## Концепция сетецентрической войны
Это концепция ведения боевых действий, предусматривающая увеличение боевой мощи группировки объединённых сил за счёт образования информационно-коммутационной сети, объединяющей источники информации (разведки), органы управления и средства поражения (подавления), обеспечивающая доведение до участников операций достоверной и полной информации об обстановке в реальном времени.
В результате достигается ускорение управления силами и средствами, повышение темпа операций, эффективности поражения сил противника, живучести своих войск и уровня самосинхронизации боевых действий.
Сетецентрические силы в военном смысле — это войска и оружие, способные реализовать концепцию сетецентрической войны.
Концепция предполагает перевод преимуществ, присущих отдельным инфокоммуникационным технологиям в конкурентное преимущество за счёт объединения в устойчивую сеть информационно достаточно хорошо обеспеченных, географически рассредоточенных сил. Эта сеть, соединенная с новыми технологиями и новым уровнем организации процессов и людей, предполагает новые формы организационного поведения.

### Принципы ведения сетецентрической войны
Теория сетецентрической войны содержит в своей основе три принципа:
1. Силы, объединённые достаточно надёжными сетями, получают возможность качественно нового обмена информацией и достижения информационного превосходства над противником.
2. Обмен информацией повышает качество информации и уровень общей информированности о происходящем;
3. В результате общая ситуационная осведомленность такова, что позволяет обеспечивать необходимые сотрудничество и самосинхронизацию, повышает устойчивость и скорость передачи команд, что, в свою очередь, резко повышает эффективность выполнения боевой задачи.

### Основные черты сетецентрической войны
Три наиболее отличительные свойства «сетевой войны» по сравнению с традиционной войной в нынешнем её понимании выглядят так:
1. Широкая возможность использования географически распределенной силы. Ранее из-за разного рода ограничений было необходимо, чтобы подразделения и элементы тылового обеспечения располагались в одном районе в непосредственной близости к противнику или к объекту, который обороняется. Новая концепция снимает эти ограничения, и это было практически подтверждено.
Так, для организации адресного тылового снабжения — основы боевого применения войск в манёвренной войне армия США в Ираке использовала распределительную информационную систему МТС (Army’s Movement Tracing System). В этой системе на основе радиоизлучающих датчиков, стационарных и портативных сканеров, навигационной спутниковой системы GPS, беспроводного доступа и тактического Internet непрерывно отслеживается положение всех наземных подвижных объектов (танков, бронетранспортёров, БМП и т. п.) на всем иракском театре военных действий, от экипажей которых органы тыла получали запросы на поставку топлива, боеприпасов, запасных частей и других видов обеспечения. Всего в этой системе было задействовано около 4000 бортовых компьютеров и 100 серверов, работающих под Windows NT. Система МТС обошлась армии США в 418 млн долларов, полученных компаниями NSI Global inc. и Comtech Mobile Datacom Corp. за поставки необходимого оборудования в течение трёх лет.
2. Сетецентрическую войну способны вести только высокоинтеллектуальные силы. Такие силы, пользуясь знаниями, полученными от всеохватывающего наблюдения за боевым пространством и расширенного понимания намерений командования, способны к большей эффективности, чем при ведении автономных, сравнительно разрозненных действий.
В этой связи: перед началом войны в Ираке (2003 год) над страной были размещены более сорока американских спутников, а средства 5-го армейского корпуса, принимающего участие в операции «Шок и трепет», основной ударной силы группировки в Ираке, уже тогда были способны самостоятельно отслеживать до 1 000 наземных целей противника в течение часа. Командиры эскадрилий палубной авиации могли принимать участие в планировании вылетов своих экипажей вместе с коллегами из армейской авиации, пользуясь общей информационной системой, чего, например, не было в 1991 году. Более того, 80 % боевых вылетов авиации, начиная с операции в Афганистане, уже проводится «вслепую», то есть когда в памяти боевых компьютеров нет целей и информация о них поступает от наземных частей непосредственно с передовой. Для этого американцы развернули специальную систему боевого планирования и управления авиацией на ТВД «ТВМСS» (Theater Battle Management Core Systems).
FBCB2
В ходе операции в Ираке в 2003 году они использовали новую распределенную информационную систему боевого управления FBCB2 (Force XXΙ Battle Command Brigade or Below), охватывая уровень «бригада — батальон — рота». Все командиры боевых подразделений и передовые артиллерийские наводчики для ориентирования на местности и передачи боевых донесений получили в своё распоряжение штатные карманные компьютеры (500 МГц) 4 Гбайт (Windows 95 | NT) с прочным корпусом фирмы Elbit System.
3. Третье отличие — наличие достаточно эффективных коммуникаций между объектами в боевом пространстве. Это дает возможность географически распределенным объектам проводить совместные действия, а также динамически распределять ответственность и весь объём работы, чтобы приспособиться к ситуации. Именно поэтому более чем в семь раз по сравнению с 1991 годом увеличилась суммарная полоса пропускания (до 3 ГГц) арендованных Пентагоном каналов спутниковой связи для передачи информации.
В качестве ключевого средства обеспечения обмена информацией и совместного её использования в НАТО рассматривают инициативу создания «Федеративной сети миссий» (англ. NATO Federated Mission Networking (FMN)). Миграция FMN на тактический уровень создаст условия для эффективного ведения сетецентрических операций.

### Фазы ведения боевых действий
Предполагая учёт особенностей сетецентрической войны применительно к каждому данному театру военных действий, концепция предусматривает четыре основные фазы ведения боевых действий.
1. Достижения информационного превосходства посредством опережающего уничтожения (вывода из строя, подавления) системы разведывательно-информационного обеспечения противника (средств и систем разведки, сетеобразующих узлов, центров обработки информации и управления)
2. Завоевания превосходства (господства) в воздухе путём подавления (уничтожения) системы ПВО противника.
3. Постепенное уничтожение оставленных без управления и информации средств поражения противника, в первую очередь ракетных комплексов, авиации, артиллерии, бронетехники.
4. Окончательное подавление или уничтожение очагов сопротивления противника.

Успешное осуществление каждой из фаз операции основывается на значительно меньшей продолжительности боевого цикла «обнаружение — опознание — целеуказание — поражение» по сравнению с противником, что предполагает достаточно точные и полные сведения о противостоящей группировке.
Таким образом, последовательность огневого поражения в ходе сетевых операций выглядит в следующей последовательности: Датчики (sensors) — органы управления (соntrols) — части и подразделения (units) — отдельные объекты (оbjects) — (SCUO).
Ранее подобные оперативные концепции (например, «глубокая операция» (СССР, 1930-е годы.) и «воздушно-наземная операция» (США, середина 1980-х)) выстраивались в другой последовательности.

## Похожие термины
Сети расширения возможностей (англ. Network Enabled Capability) — родственный термин, используемый в Англии и других странах.
В Швеции, одной из первых европейских стран, начавших трансформацию ВС согласно этой теории, этот термин употребляется как «оборона, базирующаяся на сети» (англ. Network Based Defence).
Термин «netcentric warfare» может быть использован как тождественный с «network-centric warfare».